# Hydropsyche tapena
Hydropsyche tapena là một loài Trichoptera trong họ Hydropsychidae. Chúng phân bố ở miền Australasia.